# Nduguti
Nduguti ist ein ländlicher Verwaltungsbezirk (englisch Ward) des Distrikts Mkalama in der tansanischen Region Singida.

## Geografie
Nduguti ist ein Bezirk im nördlichen Zentralteil von Tansania etwa 60 Kilometer Luftlinie nördlich der Regionshauptstadt Singida. In Nduguti befindet sich das Verwaltungszentrum des Distrikts Mkalama. Bei der Volkszählung 2022 lebten 12.821 Menschen in 2991 Haushalten auf einer Fläche von 107 Quadratkilometern.
Der Bezirk grenzt an sieben Bezirke des Distrikts Mkalama:
| Gumanga | Miganga Nkalakala                           |        |
|         | Kompassrose, die auf Nachbargemeinden zeigt | Mwanga |
| Msingi  | Kinyangiri                                  | Ilunda |

## Gliederung
Der Bezirk besteht aus vier Gemeinden (swahili Mtaa) mit 32 Orten (Kitongoji):
| Nduguti - Nkyembo - Kiniga - Uswahilini - Mizuu - Kitima A - Kitima B - Kilundo - Kisana - Monduli | Maziliga - Maziliga - Mang'ata - Kilili - Mpumambi - Kisengo - Mweso - Mizuu | Mng'anda - Mng’anda - Kinankupi - Kawawa - Msiu - Maguemlangi | Mwando - Makulo - Msui - Tumbita - Kilyungu - Butiama - Kanisani - Kitulugula - Sokoine - Salumu - Mzimba - Utili |

## Infrastruktur
- Bildung: Die Nduguti Secondary School ist eine staatliche weiterführende Schule, die Tagesschüler bis zur 4. Stufe ausbildet.[8]
- Gesundheit: In Nduguti liegt eine staatliche Apotheke.[3]